# Юнаківський парк
Юнаківський — парк-пам'ятка садово-паркового мистецтва місцевого значення в Україні. Об'єкт природно-заповідного фонду Сумської області. 
Площа 4,1 га. Оголошено територією ПЗФ 22.04.2003 року. 
Розташований в центральній частині с. Юнаківка Сумського району, поблизу церкви. Закладений в першій половині ХІХ ст. родиною князів Голіциних та істотно доповнений місцевими ентузіастами в 60-ті роки ХХ ст. Цінний зразок паркового будівництва, в насадженнях якого представлено близько 15 видів дерев та чагарників.